# Фето-фетальный трансфузионный синдром
Синдром фето-фетальной трансфузии (СФФТ), известный также как фето-фетальный трансфузионный синдром (англ. twin-to-twin transfusion syndrome, TTTS; нем. Fetofetale Transfusionssyndrom, FFTS) — серьёзное осложнение многоплодной монохориальной беременности, при котором кровоток разных плодов существенно разный. Данный синдром связан с высоким риском инвалидности и смертности. В тяжелых случаях смертность плодов колеблется в пределах 60 — 100 %.

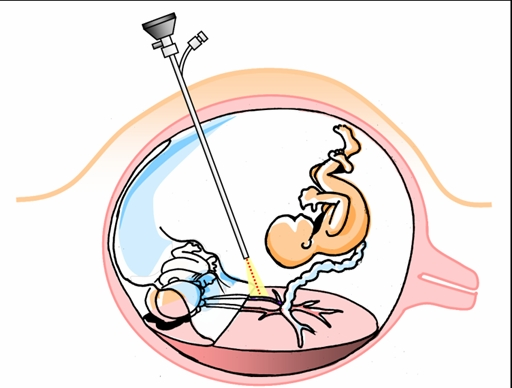
Фетоскопия и лазерная абляция анастомозов при СФФТ

## История
СФФТ впервые в 1882 году описал немецкий акушер Фридрих Шац  (Friedrich Schatz). Критерии, использовавшиеся для постановки диагноза ранее — разница в массе и гемоглобинемии плодов, на сегодняшний день не являются основными. Так, доказано, что диспропорция в размерах является уже довольно поздним признаком, а результаты серий кордоцентезов подтвердили сопоставимость уровня гемоглобина у плодов даже при тяжелых случаях СФФТ.

## Эпидемиология
СФФТ возникает примерно в 5.5 — 17,5 % всех монохориальных беременностей. Истинную встречаемость синдрома оценить трудно, в связи с так называемой «скрытой смертностью» — спонтанное прерывание беременности часто происходит до того срока, когда возможно подтвердить диагноз СФФТ.

## Этиология и патогенез
Благодаря общей единой плаценте кровотоки плодов могут соединяться. Несмотря на тот факт, что каждый использует свою часть плаценты, в ней могут образовываться соединительные сосуды (анастомозы), кровь по которым способна перетекать от одного плода к другому, вызывая диспропорцию в её объёмах. В зависимости от направления тока крови, один из плодов становится «донором», второй — «реципиентом».
Отток крови от донора уменьшает его общий циркулирующий объём, приводит к гипоксии тканей, задержке внутриутробного развития, снижению выработки мочи, в связи с поражением почек и как следствие — маловодию, препятствующему нормальному созреванию лёгочной ткани. Объём крови «реципиента» резко возрастает, что повышает нагрузку на его сердце и почки, приводя к сердечной недостаточности и многоводию.
При возникновении СФФТ до 26 недель плоды, как правило, гибнут или рождаются с серьёзными заболеваниями. В случае возникновения синдрома после 26 недель, большинство плодов выживают и имеют больше шансов избежать инвалидности.

## Возможности лечения
На протяжении многих лет проводились разнообразные исследования эффективности тех или иных способов лечения. Ни один из предложенных терапевтических методов (постельный режим, белковые коктейли, аспирин и т. д.) не дал статистически значимых результатов. Потому в данной статье рассматриваются исключительно хирургические возможности.

### Отсутствие лечения
Выжидательная тактика, которая расценивается как «нулевое вмешательство», приводит к практически 100 % смертности одного или всех плодов. Исключением является та небольшая группа, которая находится на первой стадии СФФТ после 22 недели беременности (их смертность несколько ниже).

### Многократный амниодренаж
Процедура представляет собой периодическое удаление околоплодных вод. Она основывается на допущении, что острое многоводие может вызвать преждевременные роды, повреждение тканей или антенатальную гибель плода. Однако, на ранних сроках сама процедура связана с риском прерывания беременности. Не существует четких критериев, когда и сколько околоплодной жидкости следует удалить, потому что система её выработки очень динамична. Выживаемость по крайней мере одного плода составляет 66 %, причём риск ДЦП у выжившего будет около 15 %, а средний срок родов составит 29 недель гестации.

### Септостомия
Разрыв разделяющей близнецов мембраны для объединения околоплодных мешков с целью уравнивания объёма вод и внутриматочного давления. Доказательств эффективности этой методики нет, более того, она уменьшает возможности мониторинга прогрессирования синдрома и связана с риском повреждения пуповины, а значит — ятрогенной смертью плодов.

### Окклюзия пуповины
Процедура, прекращающая кровоток в одной из пуповин с целью изменения давления в общей системе плодов и снижению трансфузии. Проводится обычно на ранних сроках беременности на одном тяжело страдающем плоде в интересах другого. При использовании метода около 85 % оставшихся плодов выживают с риском ДЦП в 5 % и средним сроком родов 33 — 39 недель.

### Лазерная коагуляция сосудов
В основе процедуры лежит эндоскопическая (фетоскопическая) техника. В полость матки через переднюю брюшную стенку под контролем УЗИ вводится тонкий проводник с оптикой (фетоскоп), через который можно провести лазерную насадку. При помощи такой насадки происходит коагуляция (пережигание) анастомозов, соединяющих кровотоки плодов. Собственные участки плаценты и пуповины остаются нетронутыми и функциональными. Успех процедуры напрямую зависит от опыта хирурга и технического обеспечения клиники.

###### Сводная таблица
Сводная таблица опубликованных данных по результатам проведенных операций по лазерной коагуляции анастамозов при TTTS. Учтены только центры проведшие более 100 операций.
| Автор                              | Количество операций | Период    | Средний срок беременности после операции, недель | Срок родов, недель | GA at delivery (weeks) | 1 ребёнок выжил,% | 2 ребёнка выжило,% | Re-TTTS,% (< 32 недель) | Фетоскоп, мм |
| ---------------------------------- | ------------------- | --------- | ------------------------------------------------ | ------------------ | ---------------------- | ----------------- | ------------------ | ----------------------- | ------------ |
| Tchirikov et al. (2023) GER        | 154                 | 2008-2019 | 12.7                                             | 33.1               | 97.2 %                 | 81.0 %            | 1.9 %              | 16.3 %                  | 1/1.2 mm     |
| Egawa et al.24                     | 148                 | 2003-2009 | 10.9                                             | 32.6               | 93.2 %                 | 71.6 %            | n. s.              | 16.2 %a                 | 2mm          |
| Tokyo, JPN                         |                     |           |                                                  |                    |                        |                   |                    |                         |              |
| Quintero et al.25                  | 193                 | 2003-2005 | 13.5                                             | 33.7               | 89.6 %                 | 68.9 %            | n. s.              | n. s.                   | 2mm          |
| Tampa, USA                         |                     |           |                                                  |                    |                        |                   |                    |                         |              |
| Martinez et al.26                  | 110                 | 1997-2001 | 12.4                                             | 33.0               | 88.2 %                 | 49.1 %            | 1.0 %              | n. s.                   | 2mm          |
| Barcelona, ESP                     |                     |           |                                                  |                    |                        |                   |                    |                         |              |
| Habli et al.27                     | 152                 | 2005-2008 | 9.1                                              | 30.1               | 88.0 %                 | 66.0 %            | 2.0 %              | 17.8 %                  | 3.3mm        |
| Cincinnati, USA                    |                     |           |                                                  |                    |                        |                   |                    |                         |              |
| Baschat et al. 28 Baltimore, USA   | 147                 | 2005-2011 | 12.1                                             | 32.6               | 87.8 %b                | 59.8 %b           | 6.1 %              | 14.3 %c                 | 2mm          |
| Stirnemann et al. 29 Paris, FRA    | 602                 | 2004-2010 | n. s.                                            | n. s.              | 87.0 %                 | 55.0 %            | 8.5 %              | n. s.                   | 2mm          |
| Baud et al.30                      | 283d                | 1999-2012 | 10.0                                             | 31.0               | 86.9 %                 | 56.6 %            | n. s.              | 63.7 %                  | 2mm          |
| Toronto, CAN                       |                     |           |                                                  |                    |                        |                   |                    |                         |              |
| Diehl et al.31                     | 1019                | 1995-2013 | 12.9                                             | 33.7               | 86.7 %                 | 63.3 %            | n. s.              | n. s.                   | 2mm          |
| Hamburg, GER                       |                     |           |                                                  |                    |                        |                   |                    |                         |              |
| Peeters et al. 32                  | 340                 | 2000-2010 | 12.0                                             | 32.0               | 86.0 %                 | 59.0 %            | n. s.              | n. s.                   | 2mm          |
| Leiden, NLD                        |                     |           |                                                  |                    |                        |                   |                    |                         |              |
| Cincotta et al.33                  | 100                 | 2002-2007 | 10.0                                             | 31.0               | 85.0 %                 | 66.0 %            | 0 %                | n. s.                   | 2mm          |
| Brisbane, AUS                      |                     |           |                                                  |                    |                        |                   |                    |                         |              |
| Weingertner et al.34               | 100                 | 2004-2010 | 12.0                                             | 32.6               | 85.0 %                 | 52.0 %            | 7.0 %              | 17.0 %                  | 3mm          |
| Strasbourg, FRA                    |                     |           |                                                  |                    |                        |                   |                    |                         |              |
| Morris et al.35                    | 164                 | 2004-2009 | 12.10                                            | 33.2               | 84.8 %e                | 38.4 %e           | 12 %               | 17 %f                   | 2mm          |
| Birmingham, GBR                    |                     |           |                                                  |                    |                        |                   |                    |                         |              |
| Lecointre et al.36 Strasbourg, FRA | 200                 | 2004-2014 | 11.5                                             | 31.6               | 84.0 %                 | 53.0 %            | 4.0 %              | 20.0 %                  | 1.3/2.0 mm   |
| Huber et al. 37                    | 200                 | 1999-2003 | 13.6                                             | 34.3               | 83.5 %                 | 59.5 %            | n. s.              | n. s.                   | 2mm          |
| Hamburg, GER                       |                     |           |                                                  |                    |                        |                   |                    |                         |              |
| Delabaere et al.38                 | 106                 | 2006-2015 | 9.1                                              | 30.9               | 83.0 %                 | 60.4 %            | n. s.              | n. s.                   | 2mm          |
| Quebec, CAN                        |                     |           |                                                  |                    |                        |                   |                    |                         |              |
| Persico et al.39                   | 106                 | 2011-2014 | 10.1                                             | 30.6               | 83.0 %                 | 56.6 %            | 1.9 %              | 8.5 %                   | 2mm          |
| Mailand, ITA                       |                     |           |                                                  |                    |                        |                   |                    |                         |              |
| Chang et al. 40                    | 100                 | 2005-2014 | 10.6                                             | 31.2               | 82.0 %                 | 55.0 %            | 2.0 %              | 7.0 %g                  | 2mm          |
| Taoyuan, TWN                       |                     |           |                                                  |                    |                        |                   |                    |                         |              |
| Hecher et al.41                    | 200                 | 1995-1999 | 13.3                                             | 34.0               | 80.5 %                 | 50.0 %            | n. s.              | n. s.                   | 2mm          |
| Hamburg, GER                       |                     |           |                                                  |                    |                        |                   |                    |                         |              |
| Müllers et al.42                   | 105                 | 2006-2014 | 1.3                                              | 29.0               | 75.0 %                 | 47.0 %            | 4.0 %              | 10.0 %h                 | 2mm          |
| Dublin, IRL                        |                     |           |                                                  |                    |                        |                   |                    |                         |              |
| Rustico et al.43                   | 150                 | 2004-2009 | 10.0                                             | 32.1               | 74.0 %                 | 40.7 %            | 11 %               | 28.7 %                  | 2mm          |
| Mailand, ITA                       |                     |           |                                                  |                    |                        |                   |                    |                         |              |

Как видно из таблицы, после лазерной коагуляции, проведённой в лучших мировых клиниках, один ребёнок выживает в 80-93 % случаев, два ребёнка — в 60-70 %. При использовании новейшего ультратонкого фетоскопа и трокара, выживаемость детей повышается, достигая 98 % для одного ребёнка и 79 % для обоих близнецов.
Четырёхкратное уменьшение повреждения околоплодных оболочек, при применении ультратонкой техники, дает выигрыш в дополнительные 3 недели к продолжительности беременности по сравнению с результатами при использовании классической (старой) фетоскопической техники.
Ведущим европейским центром по лечению фето-фетального трансфузионного синдрома является клиника акушерства и перинатальной медицины при университете г. Галле (Саксония-Анхальт), Германия. Показатели клиники по выживаемости плодов являются на сегодняшний день наилучшими в мире.

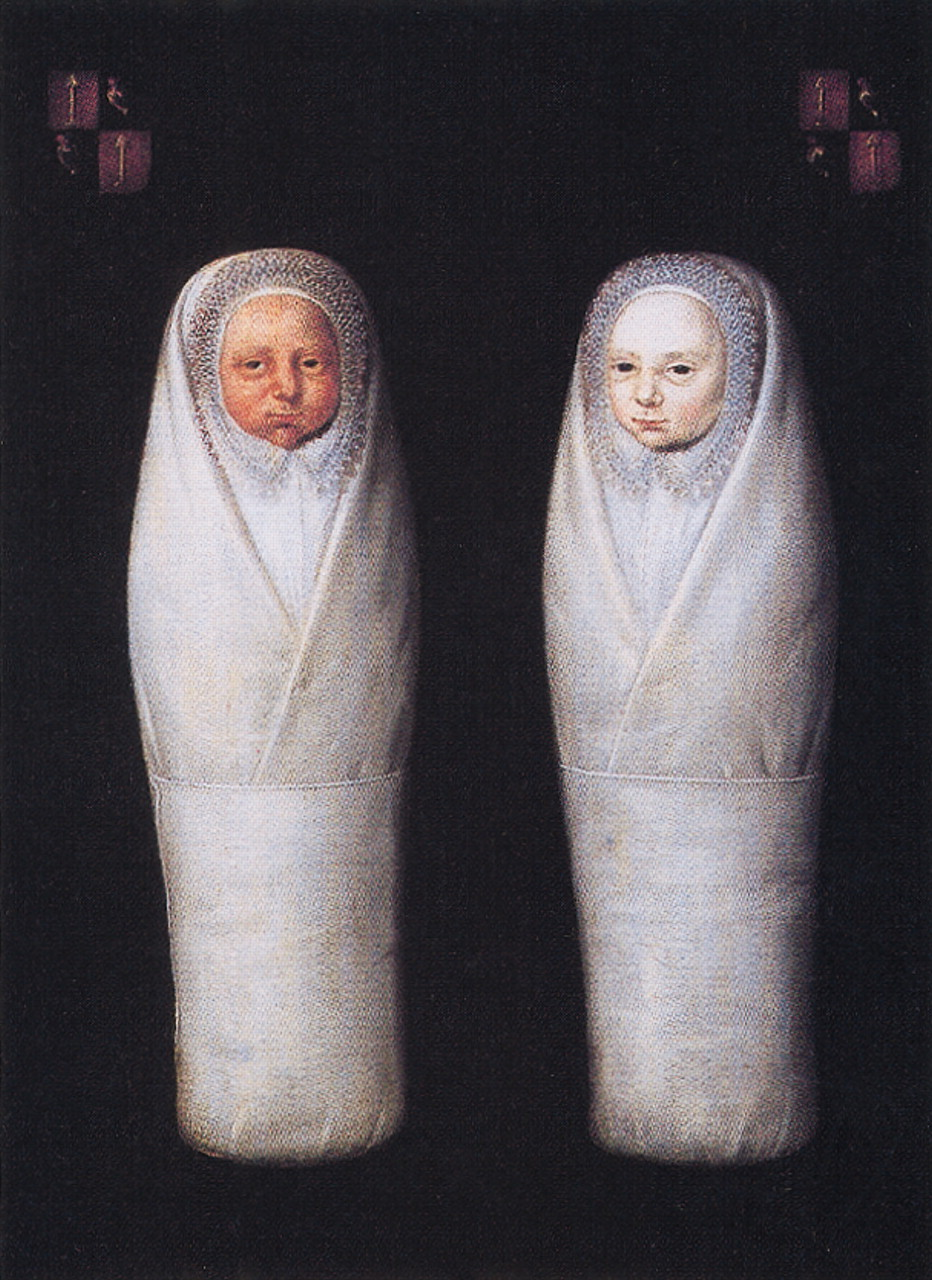
De Wikkellkinderen (Дети в пелёнках), 1617, автор неизвестен. Возможно, первое изображение СФФТ.

Длительные перелёты воздушным транспортом не вызывают ухудшения показателей по выживаемости после проведения операции по коагуляции анастомозов при фето-фетальном трансфузионном синдроме.

## СФФТ в искусстве
Картина, известная как De Wikkellkinderen (Дети в пелёнках, 1617, автор неизвестен), считается первым изображением СФФТ. На картине изображены близнецы, один из которых — бледен (возможно анемичен), а второй — румян (возможно полицитемичен). Анализ родословной владельцев картины указывает на факт, что близнецы не выжили. Тем не менее не существует доказательств, что это произошло вследствие СФФТ.